# ウィリアム・ステュアート (第3代トラクエア伯爵)
第3代トラクエア伯爵ウィリアム・ステュアート（英語: William Stewart, 3rd Earl of Traquair、1657年6月18日 – 1673年12月23日以前）は、スコットランド貴族。1666年までリントン卿の儀礼称号を使用した。

## 生涯
第2代トラクエア伯爵ジョン・ステュアートと2人目の妻アン・セトン（Anne Seton、1634年9月30日 – 1686年2月23日以降、第3代ウィントン伯爵ジョージ・セトンの娘）の息子として、1657年6月18日に生まれた。
1666年4月に父が死去すると、トラクエア伯爵の爵位を継承した。
1673年12月23日までに死去、弟チャールズが爵位を継承した。